# Carska krona Rusije
Carsko krono Rusije, znana tudi kot Velika carska krona, so monarhi Rusije uporabljali od leta 1762 do ukinitve ruske monarhije leta 1917. Veliko cesarsko krono je prvič uporabila ob kronanju Katarina Velika, nazadnje jo je na kronanju nosil Nikolaj II. Ruski. Videti jo je bilo na blazini  poleg Nikolaja II. na državnem odprtju ruske dume v Zimski palači v Sankt Peterburgu leta 1906. Preživela je revolucijo 1917 in je trenutno na ogled v Moskvi v Kremeljski orožarni.

## Ozadje
Do leta 1613, ko je bil okronan Mihael Romanov, prvi car rodbine Romanovih, je ruska regalija vključevala pektoralni križ, zlato verigo, barmo (širok ceremonialni ovratnik) , krono sv. Monomaha, žezlo in kroglo. Skozi stoletja so različni carji izdelovali svoje zasebne krone, ki so jih večinoma oblikovali po Monomahovi kapi, vendar so bile namenjene osebni uporabi in ne kronanju.
Leta 1719 je car Peter Veliki ustanovil najstarejšo različico tega, kar je danes znano kot Državni sklad za dragulje Ruske federacije. Peter je obiskal druge evropske narode in v Rusiji predstavil številne novosti, ena od njih je bila ustanovitev stalnega sklada (фонд) za shranjevanje zbirke draguljev, ki ni pripadala družini Romanov, temveč ruski državi. Peter je vložil vse regalije v ta sklad in izjavil, da so nedotakljivo državno imetje in jih ni mogoče spremeniti, prodati ali podariti - in tudi razsodil, naj vsak car ali carica pusti določeno število kosov, pridobljenih med njihovo vladavino državi, za trajno slavo Ruskega cesarstva.
Iz te zbirke je nastal nov nabor regalij, vključno s končno Veliko cesarsko krono, ki je nadomestila Monomahovo kapo in druge krone , ki so jih uporabljali prejšnji ruski carji in veliki knezi Moskve, kot simbol sprejetja novega naslova carja (1721).

## Izdelava
Dvorni draguljar Ekart in Jérémie Pauzié sta leta 1762 naredila Veliko cesarsko krono za kronanje Katarine Velike. Lepa krona je odraz Pauziéjeve vešče izdelave. Krasi jo 4936 diamantov, razporejenih v čudovitih vzorcih po celotni površini venca. Ob robovih 'mitre' mejijo številni fini, veliki beli biseri. Krona je okrašena tudi z enim od sedmih zgodovinskih kamnov ruske zbirke draguljev: velikim dragocenim rdečim spinelom, ki tehta 398,72 karatov (79,744 g), ki ga je v Rusijo od 1675 do 1678 prinesel Nikolaj Spafari, ruski odposlanec na Kitajskem. Verjame se, da je drugi največji spinel na svetu.
Ob formalnem sprejemanju zahodnega izraza cesar za vladarja Rusije je Peter Veliki sprejel tudi zahodne cesarske simbole, vključno z obliko zasebnih kron (Hauskrone), ki so jih uporabljali sveti rimski cesarji (od katerih je edini preživeli primer avstrijska cesarska krona Rudolfa II., avstrijska cesarska krona), v kateri krog z osmimi Fleur-de-lis obdaja mitro z visokim lokom, ki sega od sprednjega do zadnjega fleur-de-lis. Že v Avstriji so nekatere baročne upodobitve te vrste krone, ki so jih našli na kipih svetnikov, že preoblikovali obe polovici mitre v dve polkrogli in to je vrsta cesarske krone, ki se uporablja v Rusiji. Petrova vdova in naslednica Katarina I. je bila prva ruska vladarica, ki je nosila to obliko cesarske krone.
V Veliki cesarski kroni, ki sta jo leta 1762 izdelala dvorna draguljarja Pauzié in J. F. Loubierin za Katarino II., so te poloble v odprtih kovinskih izdelkih, ki spominjajo na košare z robovi obeh polkrogov, obrobljenih z vrsto 37 zelo drobnih, velikih belih biserov. Počivajo na krogu devetnajstih diamantov, ki v povprečju merijo več kot 5 karatov (1,0 g), največji pa je velik indijski kamen v obliki hruške v velikosti 12 centimetrov spredaj, postavljen med dvema pasovoma diamantov zgoraj in spodaj. Posier je pokazal svojo ustvarjalno genialnost tako, da je osem flour-de-lis nadomestil s štirimi pari prekrižanih palmovih vej, lok med njimi pa je sestavljen iz hrastovih listov in želodov v majhnih diamantih, ki obdajajo številne velike diamante različnih oblik in odtenkov, ki potekajo od sprednjega para prekrižanih dlani do zadnjega para prekrižanih dlani, medtem ko je vzorec obeh polobel razdeljen z dvema trakovoma podobnih hrastovih listov in želodov iz dveh stranskih parov palmovih vej, ki se raztezajo do vrste velikih biserov na njihovih robovih. V središču in na vrhu osrednjega loka je diamantna rozeta dvanajstih cvetnih listov, iz katere se dviga velik rdeč spinel, težak 398,72 karatov (79,744 gramov), eden od sedmih zgodovinskih kamnov ruske zbirke draguljev, ki jih je v Rusijo prinesel Nikolaj Spafari, ruski odposlanec na Kitajskem od leta 1675 do 1678. Ta spinel pa je nadrejen s križem iz petih diamantov, ki predstavlja krščansko vero suverena, bogato monarhijo in nadvlado božjega reda nad zemeljsko močjo. Razen dveh vrst velikih belih biserov je celotna površina krošnje prekrita s 4936 diamanti in je precej težka, tehta približno devet kilogramov (nasprotno, Monomahova kapa tehta le dva kilograma) . Za Katarinino kronanje je bila pravočasno dokončana, prvotni barvni kamni (npr. smaragdi na palmovih vejah in lovorovi listi) so bili leta 1797 za kronanje Pavla I. nadomeščeni z diamanti. Uporabljali so jo pri vsakem naslednjem kronanju do Nikolaja II. leta 1896 in je bila nazadnje v carjevi posesti na državnem odprtju Dume leta 1906.
Obstajala je tudi Mala cesarska krona, ki je bila po slogu in izdelavi zelo podobna Veliki cesarski kroni, le manjša in v celoti nastavljena z diamanti, narejena za carico Marijo Feodorovno, ženo Pavla I., ki je bila uporabljena za kronanje carice. Malo krono je na kronanju Nikolaja II. leta 1896 nosila dovarska cesarica Marija Feodorovna, prav tako njena pravica kot okronana carica. Druga identična manjša cesarska krona je bila narejena za mlado carico Aleksandro Feodorovno.
Leta 1900 je delavnica Petra Carla Fabergéja v Sankt Peterburgu naredila repliko miniaturnih cesarskih regalij (Velika cesarska krona, Mala cesarska krona, carska krogla in žezlo) iz srebra, zlata, diamantov, safirjev in rubinov, cel komplet na marmornatem podstavku. Delo je zdaj v zbirki muzeja Ermitaž.

## Kronanje
Po tradiciji bizantinskih cesarjev je ruski car postavil krono na svojo glavo. To ni puščalo dvoma, da je v ruskem sistemu cesarska oblast prišla neposredno od Boga. Molitev metropolita, podobna kot patriarha Konstantinopla za bizantinskega cesarja, je potrdila carsko nadvlado.
Nekaj dni pred samim obredom kronanja je car opravil procesni vstop v Moskvo, kjer so vedno potekala kronanja (tudi ko je bila prestolnica v Sankt Peterburgu). Po tem so carske regalije pripeljali iz Kremeljska orožarna|Kremeljske orožarne]] v carsko kremeljsko palačo, kjer bo zjutraj novi car in njegov spremstvo v procesiji odšlo do cerkve Marijinega vnebovzetja. Ta procesija se je začela pri Rdeči verandi in končala pri cerkvenih vratih, kjer so predsedujoči prelat in drugi škofi s sveto vodo blagoslovili carja in njegovo sopotnico ter jim ponudil Sveti križ, da ga poljubi.
Potem ko je car vstopil v cerkev, je s soprogo tam častil ikone in sta zasedla svoje mesto na dveh prestolih, postavljenih v središču cerkve. Potem ko je car recitiral Nicejsko veroizpoved kot svojo vero in po prizivu Svetega Duha in litanij, je cesar prevzel vijoličen plašč in krono, ki mu je bila predana. Sam jo je vzel in si jo postavil na glavo, medtem ko je metropolit recitiral: »V imenu Očeta in Sina in Svetega Duha, Amen.«
Metropolit je nato podal naslednji kratek nagovor:
 Najbolj bogoče, absolutni in mogočni Gospod, car vse Rusije, je ta vidni in oprijemljivi okras vaše glave zgovoren simbol, da ste kot glava vsega ruskega ljudstva nevidno okronani s kraljem kraljev, Kristus je z največjim blagoslovom videl, da ti podeljuje vso oblast nad svojim ljudstvom.
Po tem je novi car okronal svojo soprogo, najprej na kratko s svojo krono (tako, da se je za trenutek dotaknil njene glave, preden jo je spet postavil nase), nato pa ji dal na glavo manjšo krono. Prebrane so bile nadaljnje molitve in litanije, nato pa je bil cesar maziljen tik pred sprejemom svetega obhajila med božansko liturgijo. Povabljeni so bili, da skozi kraljevska vrata (običajno rezervirana izključno za duhovščino) vstopi na oltarno območje in sodeluje pri občestvu, kot bi duhovnik. Nadaljnje molitve in blagoslovi so zaključili bogoslužje, ki mu je sledila posebna pogostitev, ki je potekala v kremeljski Fasetni palači.
Zadnje rusko kronanje je bilo leta 1896 za carja Nikolaja II. in carico Aleksandro. Zadnja priložnost, ko je bila uradno uporabljena Velika cesarska krona, je bilo državno odprtje Dume leta 1906.

## Prva svetovna vojna, revolucija in Sovjetsko obdobje
Leta 1913 je Agathon Fabergé, sin Petra Carla Fabergéja iz hiše Fabergé, kronski draguljar priporočal, da se cesarske regalije ponovno katalogizirajo in prenovijo. Car je dal soglasje in do julija 1914 so bila dela na cesarski krogli in žezlu končana, delo pa naj bi se začelo na kronah. Naraščajoče napetosti in izbruhi prve svetovne vojne so ustavili nadaljnje delo, predmete regalij pa so naložili v devet škatel in poslali iz Sankt Peterburga v Moskvo na hrambo. Bile so shranjene v Orožarni v Kremlju. Krona je ostala tam z ostalimi oredmeti med in po februarski in oktobrski revoluciji leta 1917.
Leta 1922 so jih ponovno katalogizirali in prenesli v Državno zakladnico. Krona in drugi kosi nakita in regalije so bili pozneje zbrani v novem Državnem skladu draguljev, s francoskimi in britanskimi strokovnjaki pa so potekali pogovori o možnosti prodaje nekaterih kronskih draguljev za pridobitev tuje valute. Strokovnjaki so odsvetovali prodajo takšnih kosov, kot so krona, krogla in žezlo, trdijo, da verjetno ne bodo pritegnili svoje zgodovinske vrednosti. Kljub temu so bili kronski dragulji razstavljeni leta 1922 za dva novinarja New York Timesa, ki sta pozneje zapisala:
»Tukaj«', pravi Begasheff  [vodja komisije za dragulje], odpiranje škatlice z rokami, ki se kljub vsemu malo zatresejo, »je krona carja, 32.800 karatov diamantov.«
»Je težka?«
»Ne«, je rekel eden od delavcev, »največ 5 kilogramov – poskusite«, in mi jo takoj postavil na glavo.

## Heraldična uporaba
Carska krona se je pojavila na državnih emblemih Ruskega cesarstva - na velikem grbu (Большой государственный герб Российской Империи), na Srednjem grbu (Средний государственный герб Российской Империи) in Malem grbu (Малый государственный герб Российской Империи) carske Rusije.
Velika cesarska krona je bila postavljena nad carskim monogramom - vendar šele po kronanju. Po vstopu na prestol, vendar pred kronanjem, bi cesarski monogram nosil knežjo krono, ne pa carske krone.
Krona je bila položena tudi na grb Kongresne Poljske, lutkovne države pod Ruskim cesarstvom (1814–1915) in Privislinskega kraja, ki je bilo leta 1831 vključeno v cesarstvo.
Od 20. decembra 2000 se je na grbu Ruske federacije pojavila cesarska krona.